# La Crucifixion (Le Pérugin)
La Crucifixion (en italien : Crocifissione) est une fresque religieuse du Pérugin, datant de 1495 environ, située dans la salle capitulaire du couvent Santa Maria Maddalena dei Pazzi à Florence.

## Histoire
La fresque est la plus grande œuvre que Le Pérugin a réalisé à Florence. Commanditée par la famille Pucci, elle a été exécutée quand le couvent était encore sous l'autorité des moines de l'Ordre cistercien. Le livre de Antonio Billi rapporte la date de la commande le 20 novembre 1493 au « Maestro Piero della Pieve a Chastello perugino » de la part de Dionigi et Giovanna Pucci, tandis que l'achèvement est daté du 20 avril 1496, pour un montant de 55 ducats d'or.
Les sources du XVIe siècle mentionnent la fresque, mais lorsque le couvent passe en 1628 aux sœurs carmélites de Santa Maria Maddalena de' Pazzi, l'œuvre est oubliée.
Ce n'est qu'en 1867, quand le couvent fut abandonné, à la suite du transfert des religieuses, que la fresque fut redécouverte et suscita le vif intérêt de la part des historiens de l'art.

## Thème
Le thème de l'œuvre est celui de la Crucifixion et de la Conversation sacrée détaillées dans  l'iconographie chrétienne  rassemblant dans un même ensemble pictural  divers personnages bibliques : des proches, des apôtres, des saints postérieurs autour du Christ en croix.

## Description

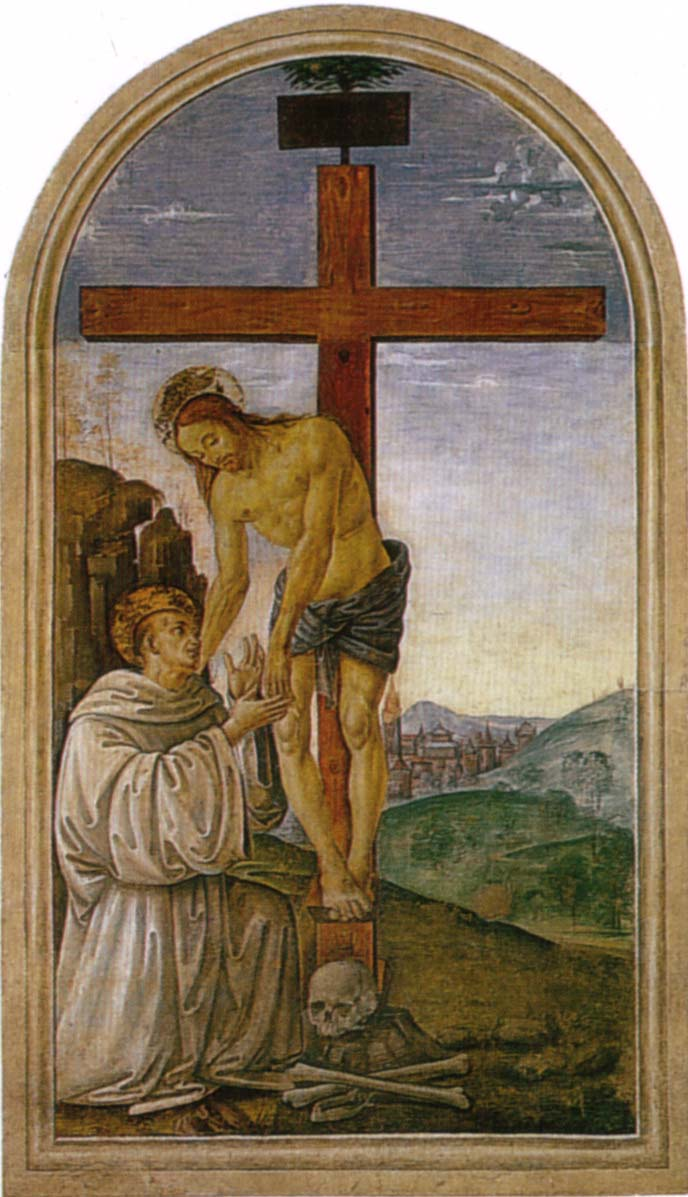
Saint Bernard accueille Jésus Christ se détachant seul de la Croix.

L'œuvre dans son ensemble est une transposition à fresque d'un triptyque à grande échelle, avec ses séparations architecturales peintes en arcades, pilastres et rebord de pierre : 
Panneau centralLe Christ en croix avec Marie Madeleine priant
Panneau latéral gaucheLa Vierge et saint Bernard.
Panneau latéral droitSaint Jean et saint Benoît.

Détails des figures
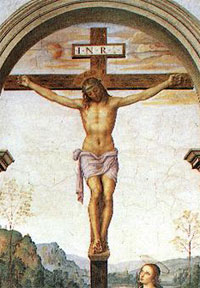
Le Christ en croix.
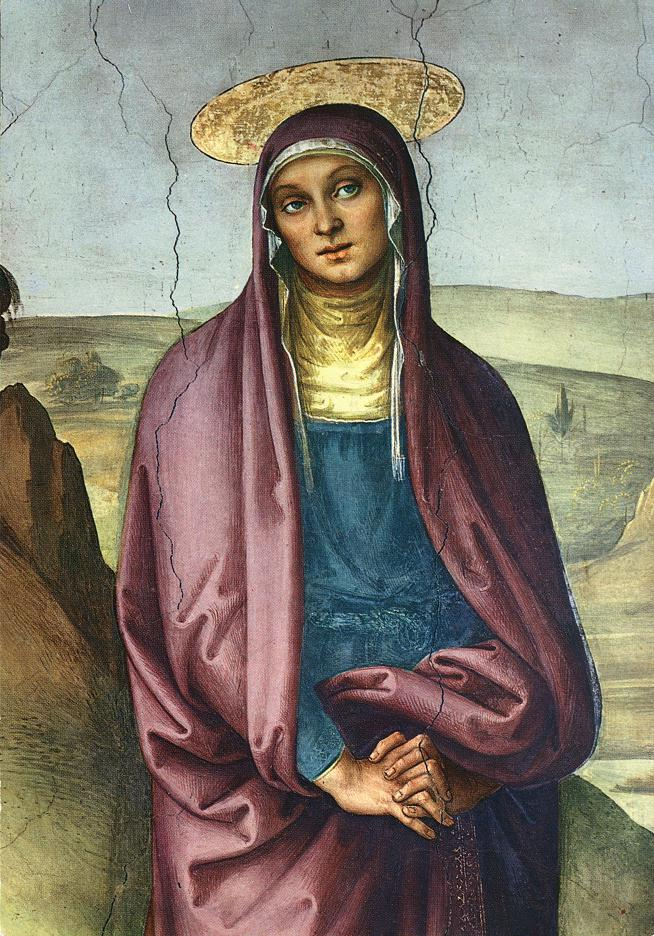
La Vierge Marie.
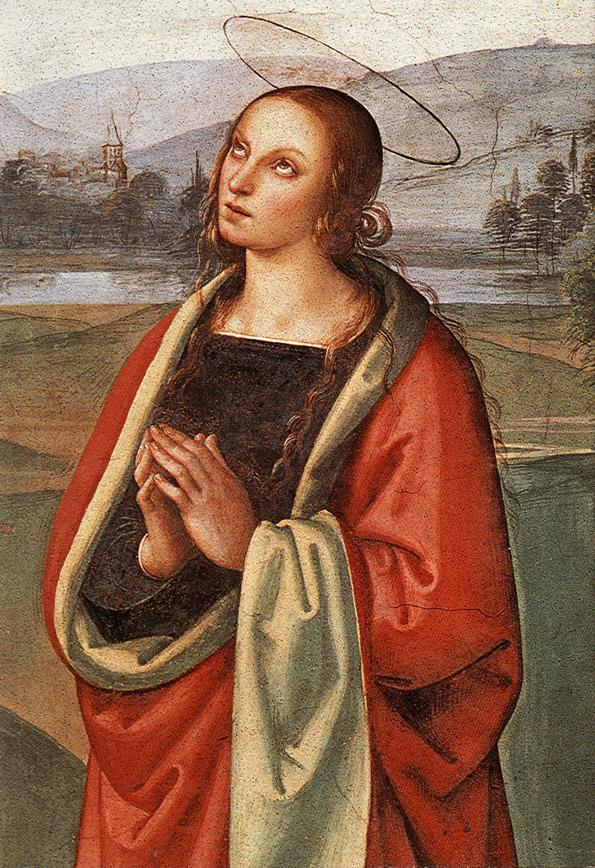
Marie-Madeleine.
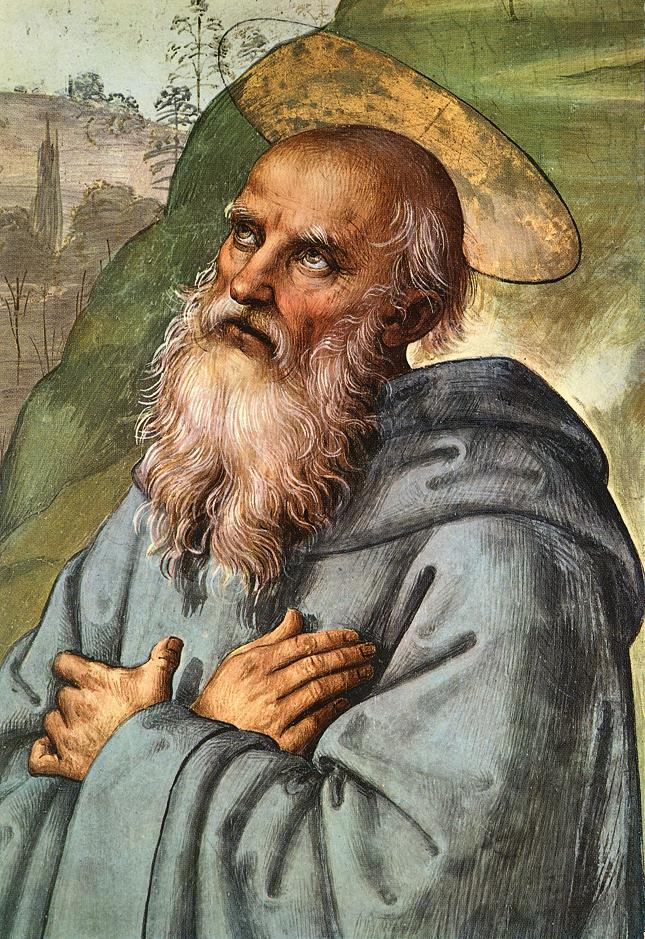
Saint Benoît.

Une fresque supplémentaire orientée Nord (le triptyque l'étant à l'Est) représente Saint Bernard (fondateur de l'ordre cistercien) accueillant le Christ descendant de sa croix.

## Analyse
La fresque représente la Vierge Marie et divers saints, au pied de la croix.
Le paysage harmonieux et lumineux, l'utilisation de tons chromatiques clairs, contribuent à attenuer l'importance du drame représenté par la scène, qui reflète la sereine et méditative attitude typique du Pérugin.
Les personnages ont été choisis parce qu'ils avaient une signification particulière pour les moines jésuates, les commanditaires  qui vivaient dans ce couvent.
- Sainte Madeleine est la sainte à qui l'église a été consacrée en 1257,
- Saint-Benoît est le père du monachisme occidental,
- Saint Bernard de Clairvaux (représenté dans un vêtement blanc) est le théologien de l'ordre cistercien.

Les trois arbres au tronc mince et épais feuillage derrière la figure de saint Bernard sont peut-être un symbole de la Trinité.

## Sources
- (it) Cet article est partiellement ou en totalité issu de l’article de Wikipédia en italien intitulé « Crocifissione del Perugino » (voir la liste des auteurs).